# Gustav Roßler
Gustav Roßler (* 1952) ist ein deutscher Soziologe und Übersetzer.

## Leben und Werk
Roßler studierte Philosophie, Soziologie und Psychologie in Berlin und Paris. Anschließend war er vor allem als Übersetzer und Publizist tätig. Besondere Bedeutung erlangte er seit den frühen 1980er Jahren durch die Vielzahl seiner Übersetzungen wissenschaftlicher Texte aus dem Französischen und Englischen, insbesondere beinahe aller Arbeiten von Bruno Latour, aber auch von Paul Virilio, Michel Serres, Andrew Pickering, Paul Veyne, Gilles Deleuze und Krzysztof Pomian.
2014 wurde er an der TU Berlin bei Werner Rammert mit einer Arbeit über Der Anteil der Dinge an Gesellschaft und Kognition promoviert. Zweitbetreuer war Hans-Jörg Rheinberger.

## Publikationen
- Der Anteil der Dinge an der Gesellschaft: Sozialität – Kognition – Netzwerke, Bielefeld: transcript 2016. 283 S.
- Designte Dinge und offene Objekte. Theorieskizze für ein empirisches Projekt, Berlin 2015[1].
- Haben Bilder Handlungsmacht? Ein Beitrag zur Agency-Debatte anhand von Kunstwerken und Bildakten, in:  Cornelius Schubert, Ingo Schulz-Schaeffer (Hg.), Berliner Schlüssel zur Techniksoziologie, Wiesbaden: Springer 2019, S. 259–288.
- Instrumentierte Öffentlichkeit. Skizze für einen soziologischen Öffentlichkeitsbegriff, Berlin 2021[2].
- Strukturmomente instrumentierter Öffentlichkeit. Eine soziologische Perspektive, in: Simone Jung; Victor Kempf (Hg.), Entgrenzte Öffentlichkeit. Debattenkulturen im politischen und medialen Wandel, Bielefeld: transcript 2023, S. 91–108.